# UC (företag)
UC AB är Sveriges största kreditupplysningsföretag, som sedan sin start 1977 under namnet Upplysningscentralen, tillhandahållit kreditupplysningar, kreditbevakning och beslutsunderlag för kreditbedömningar i Sverige. UC har även internationella kreditupplysningar. Företaget samlar in och lagrar information om privatpersoners och företags kreditvärdighet.  Sedan juli 2018 är UC-koncernen en del av finländska Enento Group som tidigare hette Asiakastieto Group Oyy. Koncernen levererar tjänster inom affärsinformation och marknadsbearbetning för både konsument- och företagsmarknaderna. Enento Group har sammanlagt omkring 500 medarbetare med kontor i Finland, Sverige, Norge och Danmark. UC ägdes tidigare av de svenska storbankerna Danske Bank, Handelsbanken, Nordea, SEB och Swedbank, samt Länsförsäkringar Bank.
UC får offentliga uppgifter från Skatteverket samt kredituppgifter från flertalet finansinstitut.